# Saint-Maurice-Crillat
Saint-Maurice-Crillat è un comune francese di 208 abitanti situato nel dipartimento del Giura nella regione della Borgogna-Franca Contea.

## Società

### Evoluzione demografica
Abitanti censiti